# Малдивски језик
Малдивски језик или дивехи језик је званични језик Малдива. Говори се и на Лакадивима који припадају Индији.
Малдивски језик има неколико дијалеката. Стандардни дијалект је карактеристичан за главни град Мале. Највећа дијалекатска варијација је са јужних атола Хуваду, Аду и Фувамула. Сваки од тих атола има свој дијалект који су међусобно блиско повезани, али се веома разликују од северних атола. Дијалекти јужних атола су толико различити да они који говоре само северним дијалектом не могу да их разумеју.